# Паоло Бои
Паоло Бои (итал. Паоло Бои;1528 — 1598) италијански шахиста познат и као ил Бове или ил Сиракузано. Један од најбољих шахиста XVI века. Родио се у Сиракузи, Сицилија а умро у Напуљу. Био је песник, војник и морепловац.

## Биографија
Иако је много обећавао као студент, Бои је рано показао заинтересованост за шах који му је касније постао опсесија. Развој шаха у XVI веку је био у повоју. Ускоро је постао најбољи шахиста на Сицилији поразивши своја три најближа изазивача симултано и играјући на слепо.

### Бројна путовања
Бои је описан од Дон Пиетра Карере, који га је срео када је Бои имао 70 година. Волео је да путује и да на тим путовањима игра шах без икакве претходне припреме. Због тога је много времена био одсутан од куће на ужас своје породице. Његова слава као шахисте постаје таква да је био тражен од многих, преко Катарине де Медичи и Папе Павла III (који је створио ред Језуита, 1540). Побеђивао је Папу 1549, али није давао никакву шансу ни краљици Француске.

### Пријатељство са Леонардом ди Боном
Бои је био ангажован на академији у палати принца Фабрициа Гесуалда од Венозе где је зарађивао 300 скуда по години. Ту је срео Леонарда ди Бона и по први пут играо шах са њим и неочекивано ремизирао. Бои је важио као врло брз играч за разлику од Леонарда који је играо много спорије и прецизније. Њихово пријатељство се одржало до крај живота. 1575. Бои је путовао у Мадрид пошто је знао за Леонардову намеру да изазове шпанске играче, пре свих, Руи Лопеза де Сегуру. И Леонардо и Бои су имали среће да су њихови противници били на двору Филипа II, који је важио за великог љубитеља шаха а и сам га је играо. Иако је Леонардо победио, Паоло Бои је свечано дочекан у Сиракузи и добио је награду од 500 корона по години. 
Бои и Леонардо су се поново нашли у португалској палати у Лисабону где обојица побеђују ил Мора, локалног шампиона. Леонардо је победио у међусобном мечу Боиа.
Сковара - Бои, Мадрид, 1575

Бои – Руи Лопез, Мадрид, 1575

### Шах, извор добре зараде
Леонардо одлази, а Бои остаје играјући шах за новац. Зарађивао је и по 8000 скуда за један дан. Бои је напустио Лисабон и отишао у Барселону са намером да плови до Италије, али његов брод је био заплењен од турских пирата. Бои је играо шах са пиратским капетаном за своју слободу, побеђује и добија додатно још 2000 златних цекина. Путовао је кроз Италију преко Ђенове, Милана и Венеције и кроз Европу играјући шах где год је то могао. Пошто се вратио у Напуљ, Бои и Леонардо су се срели у палати војводе од Осуне и поново ремизирају своју партију. 1598. губи од Алесандра Салвиа три дана пре своје смрти, по свој прилици је био отрован због новца. Бои је зарађивао 30000 скуда за играње шаха. Имао је 70 година.
Паоло Бои је био изузетно паметан, веселог карактера и насмејан.

## Мит о Паолу Боиу и ђаволу
Испред цркве Санта Марија де К... у малом месту К... у Калабрији, једног дивног јутра, 1570. године, Паоло Бои, који је био веома религиозан и присуствовао свим црквеним службама, срео је младу жену запањујуће лепоте која га посматра проницљивим и загонетним очима са ватреним пламом. Разговор између њих је брзо постао пријатељски и Бои је почео да је учи шаху, али се запрепастио кад је видео да млада дама игра шах. Његово запрепашћење је било још веће када су почели игру. Схвата да је његова противница необично јака у шаху. Игра је била дуга и тешка и борбена, али ускоро је Бои поверовао да има победу и најавио је мат у два потеза.
Али на његово пренеражење од тог тренутка изненада види да његова бела краљица буде поједена од црне краљице и прелепа жена рече: „Ах, Паоло, ви нећете победити, Ја имам даму а ви немате ништа“ (позиција на дијаграму).
|   | a | b | c | d | e | f | g | h |   |
| 8 | b8 white bishop · c7 white knight · e7 white pawn · e6 black pawn · f6 black queen · a5 white rook · e5 black knight · f5 black rook · g5 black pawn · c4 white rook · d4 black knight · e4 black king · b3 white pawn · f3 black pawn · c2 white pawn · f2 white pawn · f1 white king | b8 white bishop · c7 white knight · e7 white pawn · e6 black pawn · f6 black queen · a5 white rook · e5 black knight · f5 black rook · g5 black pawn · c4 white rook · d4 black knight · e4 black king · b3 white pawn · f3 black pawn · c2 white pawn · f2 white pawn · f1 white king | b8 white bishop · c7 white knight · e7 white pawn · e6 black pawn · f6 black queen · a5 white rook · e5 black knight · f5 black rook · g5 black pawn · c4 white rook · d4 black knight · e4 black king · b3 white pawn · f3 black pawn · c2 white pawn · f2 white pawn · f1 white king | b8 white bishop · c7 white knight · e7 white pawn · e6 black pawn · f6 black queen · a5 white rook · e5 black knight · f5 black rook · g5 black pawn · c4 white rook · d4 black knight · e4 black king · b3 white pawn · f3 black pawn · c2 white pawn · f2 white pawn · f1 white king | b8 white bishop · c7 white knight · e7 white pawn · e6 black pawn · f6 black queen · a5 white rook · e5 black knight · f5 black rook · g5 black pawn · c4 white rook · d4 black knight · e4 black king · b3 white pawn · f3 black pawn · c2 white pawn · f2 white pawn · f1 white king | b8 white bishop · c7 white knight · e7 white pawn · e6 black pawn · f6 black queen · a5 white rook · e5 black knight · f5 black rook · g5 black pawn · c4 white rook · d4 black knight · e4 black king · b3 white pawn · f3 black pawn · c2 white pawn · f2 white pawn · f1 white king | b8 white bishop · c7 white knight · e7 white pawn · e6 black pawn · f6 black queen · a5 white rook · e5 black knight · f5 black rook · g5 black pawn · c4 white rook · d4 black knight · e4 black king · b3 white pawn · f3 black pawn · c2 white pawn · f2 white pawn · f1 white king | b8 white bishop · c7 white knight · e7 white pawn · e6 black pawn · f6 black queen · a5 white rook · e5 black knight · f5 black rook · g5 black pawn · c4 white rook · d4 black knight · e4 black king · b3 white pawn · f3 black pawn · c2 white pawn · f2 white pawn · f1 white king | 8 |
| 7 | b8 white bishop · c7 white knight · e7 white pawn · e6 black pawn · f6 black queen · a5 white rook · e5 black knight · f5 black rook · g5 black pawn · c4 white rook · d4 black knight · e4 black king · b3 white pawn · f3 black pawn · c2 white pawn · f2 white pawn · f1 white king | b8 white bishop · c7 white knight · e7 white pawn · e6 black pawn · f6 black queen · a5 white rook · e5 black knight · f5 black rook · g5 black pawn · c4 white rook · d4 black knight · e4 black king · b3 white pawn · f3 black pawn · c2 white pawn · f2 white pawn · f1 white king | b8 white bishop · c7 white knight · e7 white pawn · e6 black pawn · f6 black queen · a5 white rook · e5 black knight · f5 black rook · g5 black pawn · c4 white rook · d4 black knight · e4 black king · b3 white pawn · f3 black pawn · c2 white pawn · f2 white pawn · f1 white king | b8 white bishop · c7 white knight · e7 white pawn · e6 black pawn · f6 black queen · a5 white rook · e5 black knight · f5 black rook · g5 black pawn · c4 white rook · d4 black knight · e4 black king · b3 white pawn · f3 black pawn · c2 white pawn · f2 white pawn · f1 white king | b8 white bishop · c7 white knight · e7 white pawn · e6 black pawn · f6 black queen · a5 white rook · e5 black knight · f5 black rook · g5 black pawn · c4 white rook · d4 black knight · e4 black king · b3 white pawn · f3 black pawn · c2 white pawn · f2 white pawn · f1 white king | b8 white bishop · c7 white knight · e7 white pawn · e6 black pawn · f6 black queen · a5 white rook · e5 black knight · f5 black rook · g5 black pawn · c4 white rook · d4 black knight · e4 black king · b3 white pawn · f3 black pawn · c2 white pawn · f2 white pawn · f1 white king | b8 white bishop · c7 white knight · e7 white pawn · e6 black pawn · f6 black queen · a5 white rook · e5 black knight · f5 black rook · g5 black pawn · c4 white rook · d4 black knight · e4 black king · b3 white pawn · f3 black pawn · c2 white pawn · f2 white pawn · f1 white king | b8 white bishop · c7 white knight · e7 white pawn · e6 black pawn · f6 black queen · a5 white rook · e5 black knight · f5 black rook · g5 black pawn · c4 white rook · d4 black knight · e4 black king · b3 white pawn · f3 black pawn · c2 white pawn · f2 white pawn · f1 white king | 7 |
| 6 | b8 white bishop · c7 white knight · e7 white pawn · e6 black pawn · f6 black queen · a5 white rook · e5 black knight · f5 black rook · g5 black pawn · c4 white rook · d4 black knight · e4 black king · b3 white pawn · f3 black pawn · c2 white pawn · f2 white pawn · f1 white king | b8 white bishop · c7 white knight · e7 white pawn · e6 black pawn · f6 black queen · a5 white rook · e5 black knight · f5 black rook · g5 black pawn · c4 white rook · d4 black knight · e4 black king · b3 white pawn · f3 black pawn · c2 white pawn · f2 white pawn · f1 white king | b8 white bishop · c7 white knight · e7 white pawn · e6 black pawn · f6 black queen · a5 white rook · e5 black knight · f5 black rook · g5 black pawn · c4 white rook · d4 black knight · e4 black king · b3 white pawn · f3 black pawn · c2 white pawn · f2 white pawn · f1 white king | b8 white bishop · c7 white knight · e7 white pawn · e6 black pawn · f6 black queen · a5 white rook · e5 black knight · f5 black rook · g5 black pawn · c4 white rook · d4 black knight · e4 black king · b3 white pawn · f3 black pawn · c2 white pawn · f2 white pawn · f1 white king | b8 white bishop · c7 white knight · e7 white pawn · e6 black pawn · f6 black queen · a5 white rook · e5 black knight · f5 black rook · g5 black pawn · c4 white rook · d4 black knight · e4 black king · b3 white pawn · f3 black pawn · c2 white pawn · f2 white pawn · f1 white king | b8 white bishop · c7 white knight · e7 white pawn · e6 black pawn · f6 black queen · a5 white rook · e5 black knight · f5 black rook · g5 black pawn · c4 white rook · d4 black knight · e4 black king · b3 white pawn · f3 black pawn · c2 white pawn · f2 white pawn · f1 white king | b8 white bishop · c7 white knight · e7 white pawn · e6 black pawn · f6 black queen · a5 white rook · e5 black knight · f5 black rook · g5 black pawn · c4 white rook · d4 black knight · e4 black king · b3 white pawn · f3 black pawn · c2 white pawn · f2 white pawn · f1 white king | b8 white bishop · c7 white knight · e7 white pawn · e6 black pawn · f6 black queen · a5 white rook · e5 black knight · f5 black rook · g5 black pawn · c4 white rook · d4 black knight · e4 black king · b3 white pawn · f3 black pawn · c2 white pawn · f2 white pawn · f1 white king | 6 |
| 5 | b8 white bishop · c7 white knight · e7 white pawn · e6 black pawn · f6 black queen · a5 white rook · e5 black knight · f5 black rook · g5 black pawn · c4 white rook · d4 black knight · e4 black king · b3 white pawn · f3 black pawn · c2 white pawn · f2 white pawn · f1 white king | b8 white bishop · c7 white knight · e7 white pawn · e6 black pawn · f6 black queen · a5 white rook · e5 black knight · f5 black rook · g5 black pawn · c4 white rook · d4 black knight · e4 black king · b3 white pawn · f3 black pawn · c2 white pawn · f2 white pawn · f1 white king | b8 white bishop · c7 white knight · e7 white pawn · e6 black pawn · f6 black queen · a5 white rook · e5 black knight · f5 black rook · g5 black pawn · c4 white rook · d4 black knight · e4 black king · b3 white pawn · f3 black pawn · c2 white pawn · f2 white pawn · f1 white king | b8 white bishop · c7 white knight · e7 white pawn · e6 black pawn · f6 black queen · a5 white rook · e5 black knight · f5 black rook · g5 black pawn · c4 white rook · d4 black knight · e4 black king · b3 white pawn · f3 black pawn · c2 white pawn · f2 white pawn · f1 white king | b8 white bishop · c7 white knight · e7 white pawn · e6 black pawn · f6 black queen · a5 white rook · e5 black knight · f5 black rook · g5 black pawn · c4 white rook · d4 black knight · e4 black king · b3 white pawn · f3 black pawn · c2 white pawn · f2 white pawn · f1 white king | b8 white bishop · c7 white knight · e7 white pawn · e6 black pawn · f6 black queen · a5 white rook · e5 black knight · f5 black rook · g5 black pawn · c4 white rook · d4 black knight · e4 black king · b3 white pawn · f3 black pawn · c2 white pawn · f2 white pawn · f1 white king | b8 white bishop · c7 white knight · e7 white pawn · e6 black pawn · f6 black queen · a5 white rook · e5 black knight · f5 black rook · g5 black pawn · c4 white rook · d4 black knight · e4 black king · b3 white pawn · f3 black pawn · c2 white pawn · f2 white pawn · f1 white king | b8 white bishop · c7 white knight · e7 white pawn · e6 black pawn · f6 black queen · a5 white rook · e5 black knight · f5 black rook · g5 black pawn · c4 white rook · d4 black knight · e4 black king · b3 white pawn · f3 black pawn · c2 white pawn · f2 white pawn · f1 white king | 5 |
| 4 | b8 white bishop · c7 white knight · e7 white pawn · e6 black pawn · f6 black queen · a5 white rook · e5 black knight · f5 black rook · g5 black pawn · c4 white rook · d4 black knight · e4 black king · b3 white pawn · f3 black pawn · c2 white pawn · f2 white pawn · f1 white king | b8 white bishop · c7 white knight · e7 white pawn · e6 black pawn · f6 black queen · a5 white rook · e5 black knight · f5 black rook · g5 black pawn · c4 white rook · d4 black knight · e4 black king · b3 white pawn · f3 black pawn · c2 white pawn · f2 white pawn · f1 white king | b8 white bishop · c7 white knight · e7 white pawn · e6 black pawn · f6 black queen · a5 white rook · e5 black knight · f5 black rook · g5 black pawn · c4 white rook · d4 black knight · e4 black king · b3 white pawn · f3 black pawn · c2 white pawn · f2 white pawn · f1 white king | b8 white bishop · c7 white knight · e7 white pawn · e6 black pawn · f6 black queen · a5 white rook · e5 black knight · f5 black rook · g5 black pawn · c4 white rook · d4 black knight · e4 black king · b3 white pawn · f3 black pawn · c2 white pawn · f2 white pawn · f1 white king | b8 white bishop · c7 white knight · e7 white pawn · e6 black pawn · f6 black queen · a5 white rook · e5 black knight · f5 black rook · g5 black pawn · c4 white rook · d4 black knight · e4 black king · b3 white pawn · f3 black pawn · c2 white pawn · f2 white pawn · f1 white king | b8 white bishop · c7 white knight · e7 white pawn · e6 black pawn · f6 black queen · a5 white rook · e5 black knight · f5 black rook · g5 black pawn · c4 white rook · d4 black knight · e4 black king · b3 white pawn · f3 black pawn · c2 white pawn · f2 white pawn · f1 white king | b8 white bishop · c7 white knight · e7 white pawn · e6 black pawn · f6 black queen · a5 white rook · e5 black knight · f5 black rook · g5 black pawn · c4 white rook · d4 black knight · e4 black king · b3 white pawn · f3 black pawn · c2 white pawn · f2 white pawn · f1 white king | b8 white bishop · c7 white knight · e7 white pawn · e6 black pawn · f6 black queen · a5 white rook · e5 black knight · f5 black rook · g5 black pawn · c4 white rook · d4 black knight · e4 black king · b3 white pawn · f3 black pawn · c2 white pawn · f2 white pawn · f1 white king | 4 |
| 3 | b8 white bishop · c7 white knight · e7 white pawn · e6 black pawn · f6 black queen · a5 white rook · e5 black knight · f5 black rook · g5 black pawn · c4 white rook · d4 black knight · e4 black king · b3 white pawn · f3 black pawn · c2 white pawn · f2 white pawn · f1 white king | b8 white bishop · c7 white knight · e7 white pawn · e6 black pawn · f6 black queen · a5 white rook · e5 black knight · f5 black rook · g5 black pawn · c4 white rook · d4 black knight · e4 black king · b3 white pawn · f3 black pawn · c2 white pawn · f2 white pawn · f1 white king | b8 white bishop · c7 white knight · e7 white pawn · e6 black pawn · f6 black queen · a5 white rook · e5 black knight · f5 black rook · g5 black pawn · c4 white rook · d4 black knight · e4 black king · b3 white pawn · f3 black pawn · c2 white pawn · f2 white pawn · f1 white king | b8 white bishop · c7 white knight · e7 white pawn · e6 black pawn · f6 black queen · a5 white rook · e5 black knight · f5 black rook · g5 black pawn · c4 white rook · d4 black knight · e4 black king · b3 white pawn · f3 black pawn · c2 white pawn · f2 white pawn · f1 white king | b8 white bishop · c7 white knight · e7 white pawn · e6 black pawn · f6 black queen · a5 white rook · e5 black knight · f5 black rook · g5 black pawn · c4 white rook · d4 black knight · e4 black king · b3 white pawn · f3 black pawn · c2 white pawn · f2 white pawn · f1 white king | b8 white bishop · c7 white knight · e7 white pawn · e6 black pawn · f6 black queen · a5 white rook · e5 black knight · f5 black rook · g5 black pawn · c4 white rook · d4 black knight · e4 black king · b3 white pawn · f3 black pawn · c2 white pawn · f2 white pawn · f1 white king | b8 white bishop · c7 white knight · e7 white pawn · e6 black pawn · f6 black queen · a5 white rook · e5 black knight · f5 black rook · g5 black pawn · c4 white rook · d4 black knight · e4 black king · b3 white pawn · f3 black pawn · c2 white pawn · f2 white pawn · f1 white king | b8 white bishop · c7 white knight · e7 white pawn · e6 black pawn · f6 black queen · a5 white rook · e5 black knight · f5 black rook · g5 black pawn · c4 white rook · d4 black knight · e4 black king · b3 white pawn · f3 black pawn · c2 white pawn · f2 white pawn · f1 white king | 3 |
| 2 | b8 white bishop · c7 white knight · e7 white pawn · e6 black pawn · f6 black queen · a5 white rook · e5 black knight · f5 black rook · g5 black pawn · c4 white rook · d4 black knight · e4 black king · b3 white pawn · f3 black pawn · c2 white pawn · f2 white pawn · f1 white king | b8 white bishop · c7 white knight · e7 white pawn · e6 black pawn · f6 black queen · a5 white rook · e5 black knight · f5 black rook · g5 black pawn · c4 white rook · d4 black knight · e4 black king · b3 white pawn · f3 black pawn · c2 white pawn · f2 white pawn · f1 white king | b8 white bishop · c7 white knight · e7 white pawn · e6 black pawn · f6 black queen · a5 white rook · e5 black knight · f5 black rook · g5 black pawn · c4 white rook · d4 black knight · e4 black king · b3 white pawn · f3 black pawn · c2 white pawn · f2 white pawn · f1 white king | b8 white bishop · c7 white knight · e7 white pawn · e6 black pawn · f6 black queen · a5 white rook · e5 black knight · f5 black rook · g5 black pawn · c4 white rook · d4 black knight · e4 black king · b3 white pawn · f3 black pawn · c2 white pawn · f2 white pawn · f1 white king | b8 white bishop · c7 white knight · e7 white pawn · e6 black pawn · f6 black queen · a5 white rook · e5 black knight · f5 black rook · g5 black pawn · c4 white rook · d4 black knight · e4 black king · b3 white pawn · f3 black pawn · c2 white pawn · f2 white pawn · f1 white king | b8 white bishop · c7 white knight · e7 white pawn · e6 black pawn · f6 black queen · a5 white rook · e5 black knight · f5 black rook · g5 black pawn · c4 white rook · d4 black knight · e4 black king · b3 white pawn · f3 black pawn · c2 white pawn · f2 white pawn · f1 white king | b8 white bishop · c7 white knight · e7 white pawn · e6 black pawn · f6 black queen · a5 white rook · e5 black knight · f5 black rook · g5 black pawn · c4 white rook · d4 black knight · e4 black king · b3 white pawn · f3 black pawn · c2 white pawn · f2 white pawn · f1 white king | b8 white bishop · c7 white knight · e7 white pawn · e6 black pawn · f6 black queen · a5 white rook · e5 black knight · f5 black rook · g5 black pawn · c4 white rook · d4 black knight · e4 black king · b3 white pawn · f3 black pawn · c2 white pawn · f2 white pawn · f1 white king | 2 |
| 1 | b8 white bishop · c7 white knight · e7 white pawn · e6 black pawn · f6 black queen · a5 white rook · e5 black knight · f5 black rook · g5 black pawn · c4 white rook · d4 black knight · e4 black king · b3 white pawn · f3 black pawn · c2 white pawn · f2 white pawn · f1 white king | b8 white bishop · c7 white knight · e7 white pawn · e6 black pawn · f6 black queen · a5 white rook · e5 black knight · f5 black rook · g5 black pawn · c4 white rook · d4 black knight · e4 black king · b3 white pawn · f3 black pawn · c2 white pawn · f2 white pawn · f1 white king | b8 white bishop · c7 white knight · e7 white pawn · e6 black pawn · f6 black queen · a5 white rook · e5 black knight · f5 black rook · g5 black pawn · c4 white rook · d4 black knight · e4 black king · b3 white pawn · f3 black pawn · c2 white pawn · f2 white pawn · f1 white king | b8 white bishop · c7 white knight · e7 white pawn · e6 black pawn · f6 black queen · a5 white rook · e5 black knight · f5 black rook · g5 black pawn · c4 white rook · d4 black knight · e4 black king · b3 white pawn · f3 black pawn · c2 white pawn · f2 white pawn · f1 white king | b8 white bishop · c7 white knight · e7 white pawn · e6 black pawn · f6 black queen · a5 white rook · e5 black knight · f5 black rook · g5 black pawn · c4 white rook · d4 black knight · e4 black king · b3 white pawn · f3 black pawn · c2 white pawn · f2 white pawn · f1 white king | b8 white bishop · c7 white knight · e7 white pawn · e6 black pawn · f6 black queen · a5 white rook · e5 black knight · f5 black rook · g5 black pawn · c4 white rook · d4 black knight · e4 black king · b3 white pawn · f3 black pawn · c2 white pawn · f2 white pawn · f1 white king | b8 white bishop · c7 white knight · e7 white pawn · e6 black pawn · f6 black queen · a5 white rook · e5 black knight · f5 black rook · g5 black pawn · c4 white rook · d4 black knight · e4 black king · b3 white pawn · f3 black pawn · c2 white pawn · f2 white pawn · f1 white king | b8 white bishop · c7 white knight · e7 white pawn · e6 black pawn · f6 black queen · a5 white rook · e5 black knight · f5 black rook · g5 black pawn · c4 white rook · d4 black knight · e4 black king · b3 white pawn · f3 black pawn · c2 white pawn · f2 white pawn · f1 white king | 1 |
|   | a | b | c | d | e | f | g | h |   |

Како било, пошто је то рекла он је видео да сада она има мат у два потеза. Млада жена је то реализовала и мрштећи се отишла из собе и ишчезнула без речи. Паоло Бои је касније причао да је играо шах са ђаволом.

## Спољашња везе
- Изабрана партија